# Chiloglanis igamba
Chiloglanis igamba är en fiskart som beskrevs av Friel och Vigliotta, 2011. Chiloglanis igamba ingår i släktet Chiloglanis, och familjen Mochokidae. Inga underarter finns listade.